# Ligha
Ligha (nep. लिघा) – gaun wikas samiti w zachodniej części Nepalu w strefie Rapti w dystrykcie Pyuthan. Według nepalskiego spisu powszechnego z 2001 roku liczył on 493 gospodarstw domowych i 2906 mieszkańców (1533 kobiet i 1373 mężczyzn).